# Kodaňská univerzita

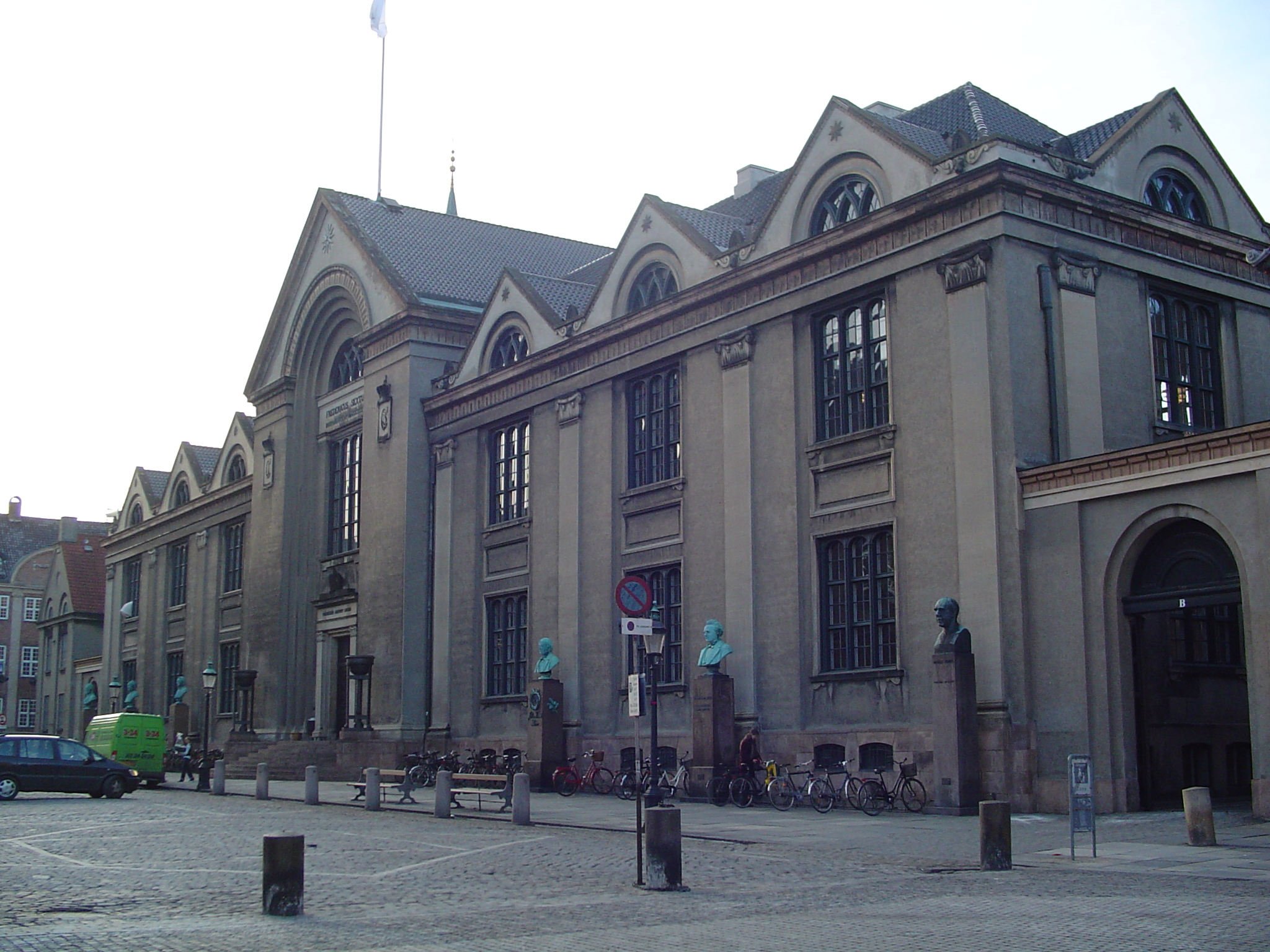
Stará budova Kodaňské univerzity v centru města

Kodaňská univerzita (zkratka KU, dánsky Københavns Universitet, anglicky University of Copenhagen) je největší a nejstarší vědeckou a vzdělávací institucí v Dánsku. Se 37 000 studenty a více než 7 000 zaměstnanci je rovněž největší univerzitou v celé Skandinávii. Univerzita čítá celkem 8 fakult, které jsou rozmístěny ve 4 kampusech na území města Kodaně.

## Historie
Univerzitu založil 1. června roku 1479 král Kristián I. a původně ji tvořily jen 4 fakulty – teologie, právo, medicína a filozofie. Podle akademického žebříčku hodnocení nejlepších světových univerzit Shaghai Jiao Tong se KU umístila v roce 2008 na 45. pozici ve světě a 8. pozici v Evropě. Z KU pochází rovněž 8 laureátů Nobelovy ceny. Asi nejznámějším z nich je fyzik Niels Bohr. Připojením někdejší Královské veterinární a zemědělské univerzity a Dánské univerzity farmaceutických věd v roce 2007 se KU stala nejvýznamnějším evropským výzkumným centrem v oblasti biologie a medicíny.

## Významní profesoři a absolventi
- Niels Bohr – fyzik, nositel Nobelovy ceny za fyziku (1922)
- Johannes Jørgensen – dánský katolický spisovatel
- Søren Kierkegaard – dánský filosof
- Jan Pinborg – historik středověké lingvistiky a filosofie jazyka, člen Kodaňské školy středověké filosofie